# Шартыкей
Шартыке́й (бур. Шара Тэхэ — рыжий козёл) — село в Джидинском районе Бурятии. Входит в сельское поселение «Нижнеторейское».

## География
Расположено в 40 км к западу от районного центра — села Петропавловка, на левом берегу реки Джиды, непосредственно к юго-западу от села Нижний Торей на региональной автодороге Р440.

## История
История села начинается с 1728 года, когда здешние места заселили казаки, охранявшие границы Российской империи.

## Население
| 2002 | 2006 | 2010 |
| ---- | ---- | ---- |
| 307  | ↘276 | ↘234 |

Население занимается сельским хозяйством, имеет личные подсобные хозяйства.

## Достопримечательности
- Склон горы, на которой природа из россыпи белых камней создала очертания берегов озера Байкал.
- Могильник (II—I тыс. до н. э.) находится на юго-западной окраине села, на левом берегу реки Джиды на широкой береговой террасе.
- Могильник Галсанка (II—I тыс. до н. э.) находится в 1 км западнее южной границы села, в 600 м северо-западнее могильника Шартыкей, на южном склоне хребта, в пади Галсанка.

## Люди, связанные с селом
- Мельников Иннокентий Дмитриевич — директор Джидинской народной галереи.
- Морозов Василий Григорьевич — почётный житель Джидинского района, лучший овцевод Бурятии, прожил более 100 лет.
- Ламухин Юрий Лупонович — доктор физико-математических наук, профессор.